# Брюлловы
Брюлло́вы — художественная династия гугенотского происхождения, русский дворянский род. Фамилия, производная от французской фамилии Брюлло́ (фр. Brulleau).

## История
Согласно семейной легенде, семья Брюлло была изгнана из Франции как протестанты, после уничтожения Нантского эдикта в XVII веке, и поселилась в Люнебурге, где онемечилась и поменяла французскую орфографию своей фамилии на немецкую «Brüllo».
Оттуда прибыл достоверно известный предок Брюлловых — Георг Брюлло (нем. Hans Georg Brüllo), который в 1773 году прибыл в Петербург с младшим сыном и двумя внуками от покойного старшего сына Иоанна (одним из них был 13-летний Пауль), чтобы работать на императорском фарфоровом заводе в качестве орнаментного скульптора. Внучка Екатерина была отдана замуж, а внук Пауль — позже Павел Иванович, стал отцом прославленных художников и родоначальником династии.
Во втором браке Павел Иванович имел четверых сыновей и двух дочерей, из которых два сына стали знаменитыми: Карл Павлович Брюллов и Александр Павлович Брюллов, а дочь Юлия стала женой известного портретиста П. Ф. Соколова. Карл законных детей не оставил, а Александр имел большое потомство, которое в мужской линии прослеживается до Второй Мировой войны.
По получении ордена и звания профессора архитектуры, Александр Брюллов просил для своего рода дворянское достоинство. Герб его фамилии был высочайше утвержден 29 апреля 1838 года.

## Фамилия
Буква «-в» в конце фамилии была добавлена Карлу и его брату Александру перед пенсионерской поездкой в Италию.

«В Высочайшем указе, которым было дано соизволение Государя Императора на художественную поездку Александра Павловича и Карла Павловича за границу, их фамилия „Брюлло“ была изменена в русскую по форме фамилию „Брюллов“, и с тех пор Александр Павлович и Карл Павлович стали называться „Брюлловыми“, остальные же представители их рода продолжали носить фамилию „Брюлло“».

### Описание герба
Герб фамилии Брюлловых представляет щит, рассечённый горизонтально на две части. В нижней, в лазоревом поле, золотой бобр, несущий на спине золотую колонну и сопровождаемый такой же пчелой. В золотой главе щита чёрное стропило, под которым червлёная о шести лучах звезда. Щит гербовый увенчан дворянским шлемом и короной. В нашлемнике, между двумя чёрными орлиными крыльями, золотой возникающий бобр, с червлёными глазами и языком, держащий серебряный топор. Намёт лазоревый с золотом.
Герб Брюллова внесён в Часть 11 Общего гербовника дворянских родов Всероссийской империи, № 130.

## Представители
- Брюлло, Георг — орнаментный скульптор, прибывший в 1773 году из Германии в Санкт-Петербург, родоначальник семьи Брюлловых.
  - Брюлло, Иоганн (Иван) — скульптор, старший сын Георга Брюлло.
    - Брюлло, Павел Иванович (Пауль) (1760—1833) — русский скульптор и художник, академик орнаментной скульптуры, живописец-миниатюрист. В первом браке с девицей Краутведель/Краутвезель (один сын), второй брак с дочерью придворного садовника Марией-Елизаветой Фёдоровной Шредер.
      - Брюллов, Фёдор Павлович (Фридрих) (1793—1869) — русский художник, профессор церковной живописи Академии Художеств. В браке с дочерью пастора Ульмана.
        - Брюллов, Николай Фёдорович (1826—1885) — русский архитектор, профессор архитектуры Академии Художеств.

      -  Брюллов, Александр Павлович (1798—1877) — русский архитектор и художник-акварелист, профессор архитектуры, представитель стиля романтизм 
Женат на  Александре Александровне Раль
        - Владимир (1832—1835)
        - Николай (1836—1840)
        - Александр (1838—1849)
        -  Брюллов, Павел Александрович (1840—1914) — русский живописец. Первым браком на писательнице Софье Константиновне Кавелиной (1851—1877), вторым — на Маргарите Григорьевне Лихониной.
          - Брюллов, Вадим Павлович (1874, Санкт-Петербург — 1942 (?), Ленинград) — инженер. Женат на Екатерине Николаевне Брюлловой, урожд. Дмитриевой-Оренбургской, в семье — дочь Софья и сын Павел[2].
          - Брюллова, Любовь Павловна (30 августа 1880 — до 1917 ?)[3]
          - Брюллов, Борис Павлович (1882, Павловск — 1940) — искусствовед. Репрессирован[2].
          - Брюллова, Вера Павловна[2]
          - Брюллова, Евгения Павловна[2]
          - Зарудная, Елена Павловна (1884—1921), вышла замуж за Ивана Сергеевича Зарудного. Член партии эсдеков, затем эсеров. Расстреляна за контрреволюционную деятельность[4]. Дочь — Зарудная-Фриман, Маргарита Ивановна (1908—2008)[5], автор книги о династии Брюлловых, переводчик, мемуарист[6].
          - Владимирова, Лидия Павловна (1886—1954) — поэтесса, антропософ, подруга Черубины де Габриак. Секретарь редакции журнала «Аполлон». Вышла замуж за Дмитрия Петровича Владимирова[7].

        - Брюллов, Владимир Александрович (1844—1919) — художник, делопроизводитель и управляющий делами Русского музея
          - Брюллова-Шаскольская, Надежда Владимировна (1886—1938) — деятель партии эсеров, этнограф, востоковед, литератор. Муж — Шаскольский, Пётр Борисович.

        - Александра (1848—1849)
        - Софья (1848—1901) — жена известного архитектора графа Павла Юльевича Сюзора
        - Юлия (1850—1878) — в браке Спиц
        - Анна (1852—1920) — жена архитектора П. Н. Волкова (1842—1922)

      -  Брюллов, Карл Павлович (1799—1852) — русский художник, член Петербургской, Парижской, Римской и Флорентинской Академий Художеств. В браке с девицей Тимм.
      -  Брюллова, Юлия Павловна (1804—1877) + художник Пётр Федорович Соколов
      - Брюллов, Иван Павлович (1814—1834) — умер в молодости, был в последнем классе императорской академии наук и проявлял удивительные способности рисовальщика и композитора[8].